# 池田徳治
池田 徳治（いけだ とくじ、1891年8月20日 - 1965年4月1日）は日本の政治家。

## 経歴
1891年（明治24年）秋田市保戸野本町に生まれる。秋田県立秋田中学校（旧制）、第二高等学校 (旧制)、東京帝国大学工科大学卒。内務省東北土木出張所長、秋田県土木部長を経て、秋田県初代公選知事蓮池公咲及び自由党・民主党の推薦を得て1951年（昭和26年）の県知事選挙に出馬、小畑勇二郎を破る。以後1期4年にわたり秋田県知事を務めた。在任中の1954年（昭和29年）、秋田県出身の衆議院議員石田博英同席のもと、当時の首相吉田茂と会談し、八郎潟干拓事業の早期着工を要請している。知事退職後は、秋島建設会長、全建興業社長などを務める。1965年（昭和40年）、心臓麻痺のため73歳で逝去。